# Luigi Morandi (partigiano)
Luigi Morandi (Firenze, 26 gennaio 1920 – Firenze, 10 giugno 1944) è stato un militare e partigiano italiano.
Sottotenente di complemento del Regio Esercito durante la seconda guerra mondiale, dopo l'armistizio dell'8 settembre 1943 aderì alla Resistenza, dando vita ad un servizio informazioni noto come Radio CORA. Mentre stava trasmettendo con la radio avvenne l'irruzione dei tedeschi nell'appartamento in cui si trovava con altri partigiani. Oppostosi all'arresto venne gravemente ferito, spegnendosi in ospedale tre giorni dopo. Fu decorato con la Medaglia d'oro al valor militare alla memoria.

## Biografia
Nacque a Firenze il 26 gennaio 1920, e si iscrisse come studente alla facoltà di ingegneria dell'Università di Firenze e poi a quella di Bologna, ma dovette interrompere gli studi in quanto chiamato a prestare servizio militare. Mandato in Albania, come sottotenente di complemento assegnato alla 41ª Compagnia radiotelegrafisti della 41ª Divisione fanteria "Firenze" fu sorpreso dall'armistizio dell'8 settembre 1943 a Lucca, dove si trovava come istruttore ad un corso per Allievi Ufficiali. Portatosi subito a Firenze per entrare nella Resistenza, militò all'interno delle formazioni di Giustizia e Libertà mettendo a frutto le sue conoscenze tecniche ed assolvendo a rischiose missioni di collegamento tra le formazioni partigiane e i Comandi alleati. Diede un decisivo contributo alla costituzione di Radio CORA, un servizio radio che trasmetteva importanti informazioni militari al comando alleato in Italia.

### Piazza d'Azeglio
Alle otto di sera del 7 giugno 1944, nell'abitazione fiorentina di piazza d'Azeglio da cui Radio CORA comunicava con gli Alleati, nel momento in cui Luigi Morandi stava trasmettendo, fecero irruzione i tedeschi. Enrico Bocci, Carlo Campolmi e Desiderio Gilardini stavano dettando un messaggio a Gilda La Rocca, e furono messi spalle al muro con le braccia alzate. Morandi era nella soffitta, dove venne raggiunto da un soldato tedesco: riuscì a ucciderlo e tentò di scappare, ma riportò delle ferite che lo condussero alla morte dopo pochi giorni dopo, il 10 giugno. Decorato con la Medaglia d'oro al valor militare alla memoria, e a Luigi Morandi e ai suoi compagni fu dedicato un monumento in piazza d'Azeglio a Firenze.

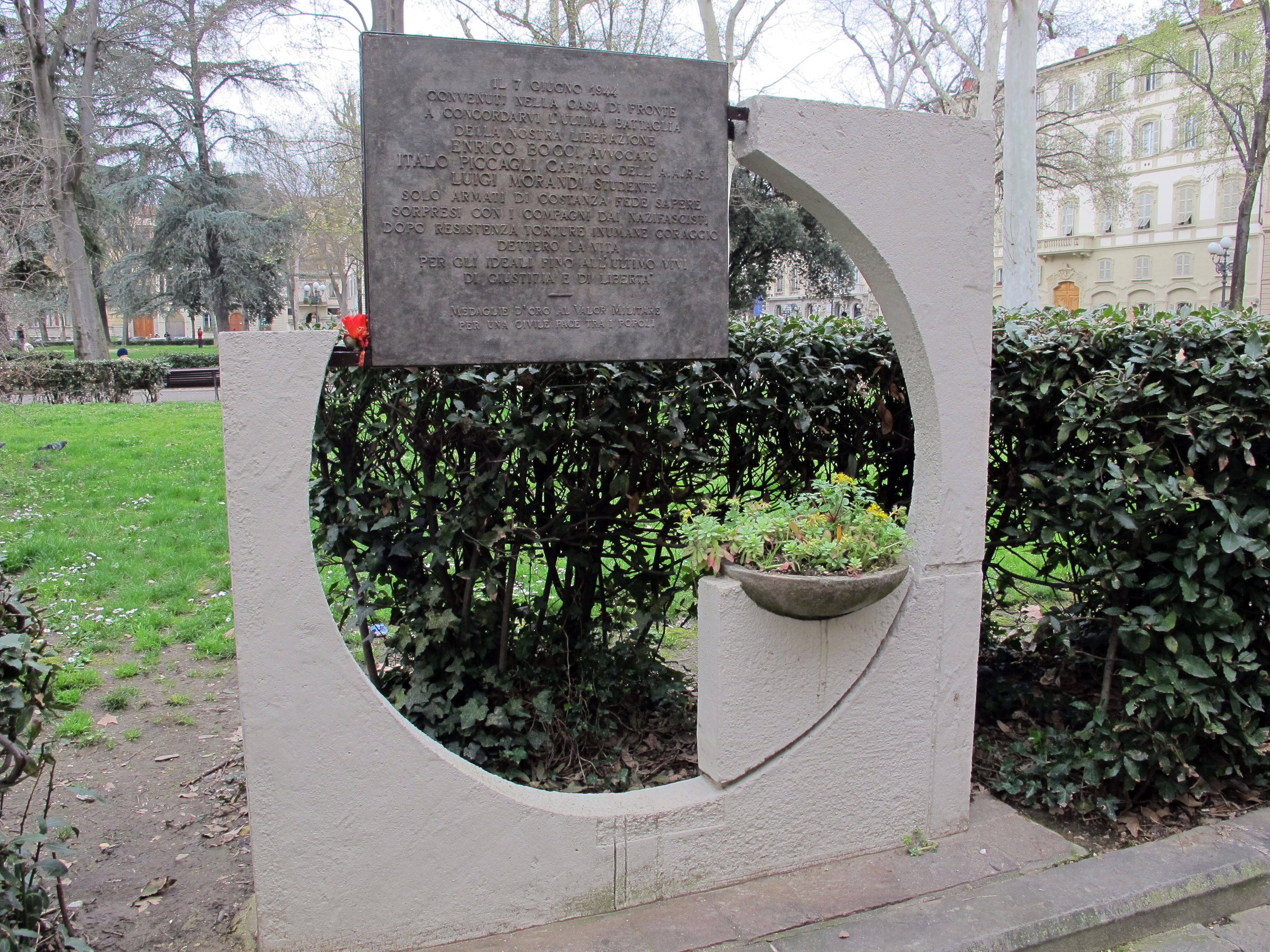
Monumento a Firenze

### Monumento all'ultima sede di Radio CORA
Luigi Morandi, Enrico Bocci ed Italo Piccagli sono ricordati nella lapide del monumento situato davanti al palazzo in cui avvenivano le trasmissioni di Radio CORA, in piazza d'Azeglio. Sulla lapide si leggono le parole: «Il 7 giugno 1944 convenuti nella casa di fronte a concordarvi l'ultima battaglia della nostra liberazione Enrico Bocci avvocato Italo Piccagli capitano dell'A.A. R. S. Luigi Morandi studente solo armati di costanza fede sapere sorpresi con i compagni dai nazifascisti dopo resistenza torture inumane coraggio dettero la vita per gli ideali fino all'ultimo vivi di giustizia e di libertà - medaglie d'oro al valor militare per una civile pace tra i popoli.»